# Klein Grünhorn
Klein Grünhorn – szczyt w Alpach Berneńskich, części Alp Zachodnich. Leży w Szwajcarii w kantonie Valais. Należy do głównego łańcucha Alp Berneńskich. Można go zdobyć ze schroniska Finsteraarhornhütte (3048 m).